# Sleepy Hollow (New York)
Sleepy Hollow, magyarul olykor Álmosvölgy falu az Amerikai Egyesült Államokban, New York államban, Westchester megyében. Lakossága 2020-ban végzett helyi népszámlálás során 9986 fő volt. Elhelyezkedését tekintve a Hudson folyó keleti partján fekszik. Sleepy Hollow-tól délre Tarrytown falu található.
A falu North Tarrytown néven jött létre, jelenlegi nevét csak később vette fel. A falut nemzetközileg a " The Legend of Sleepy Hollow " című 1820-as novella tette híressé. Ismeretségének eredete a környékről és annak hírhedt kísértetéről, a fej nélküli lovastól származik, amelyet Washington Irving író írt le, miközben a faliban élt, majd később itt is lett eltememtve. Ennek a történetnek, valamint a falu korai amerikai történelemben és folklórban való gyökereinek köszönhetően, egyesek szerint Sleepy Hollow a "világ egyik legkísértetjártabb helye". Ennek ellenére az elmúlt években Sleepy Hollowt "Amerika legbiztonságosabb kisvárosának" [azaz 100 000 lakos alatti városnak] is nevezték.
A falu továbbá otthont ad a Philipsburg Manor House-nak és a régi holland templomnak, valamint híres temetőjének is, ahol a korábban említett író, Irving mellett számos más helyi nevezetesség is nyugszik.

## Történelme

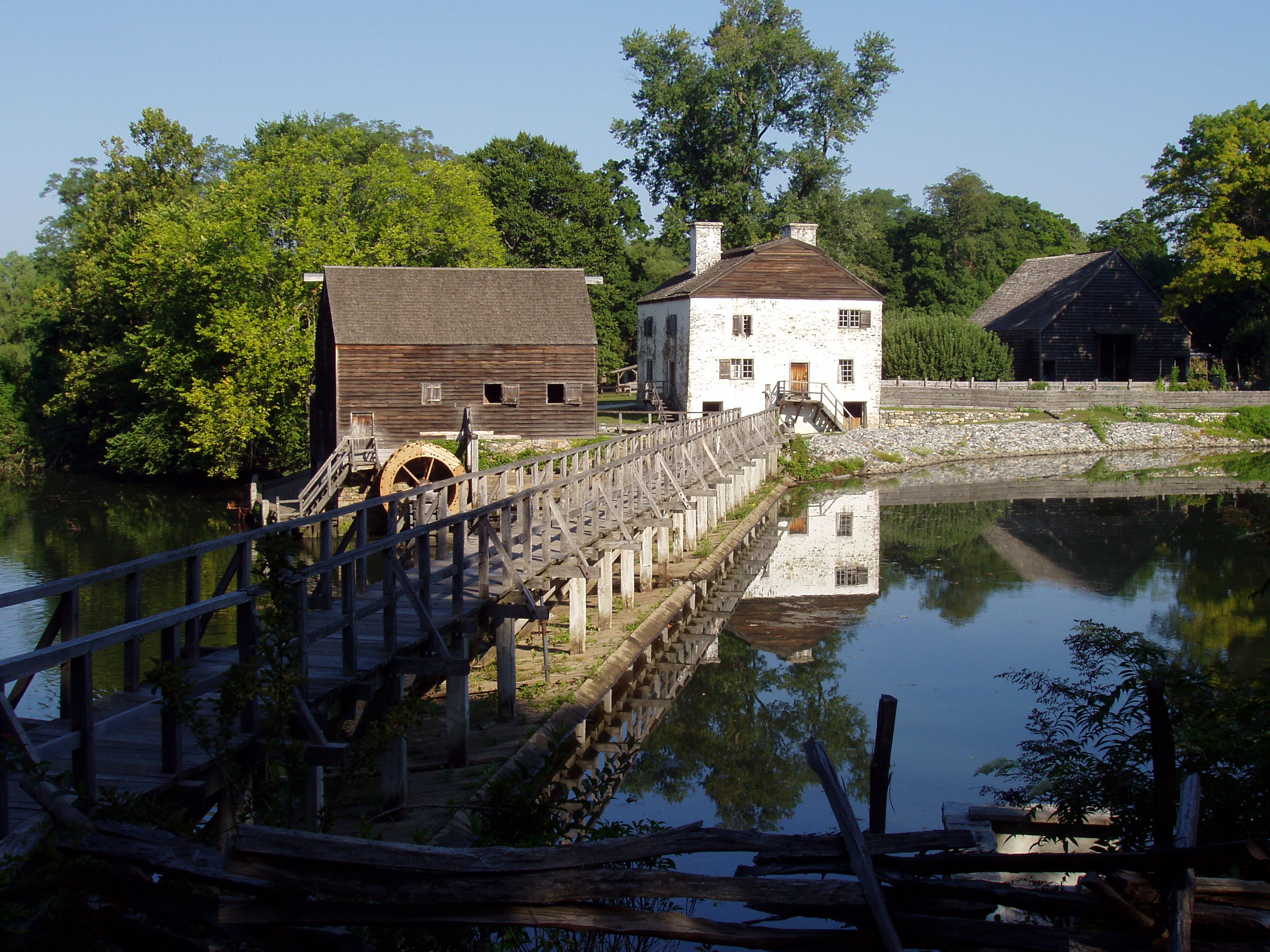
Philipsburg Manor House az Upper Millsben

A földet, melyre később a falu épült, először Adriaen van der Doncktól vásárolták meg a későbbi lakók, aki az 1664-es angol hatalomátvétel előtt Új-Hollandia patrónusa volt ( New York eredeti neve New Amsterdam  ). 1672-től kezdve Frederick Philipse nagy földterületeket kezdett felvásárolni, főleg a mai Westchester megye déli részén. Ezen terület mintegy 52 000 hektár (helyi értékekben 81 négyzetmérföld) területet foglal magában, a Spuyten Duyvil Creek, a Croton folyó, a Hudson folyó és a Bronx folyó határain belül. Huszonegy évvel később,1693-ban, Philipse királyi oklevelet kapott, létrehozva ezzel a Philipsburgi kastélyt első lordként.

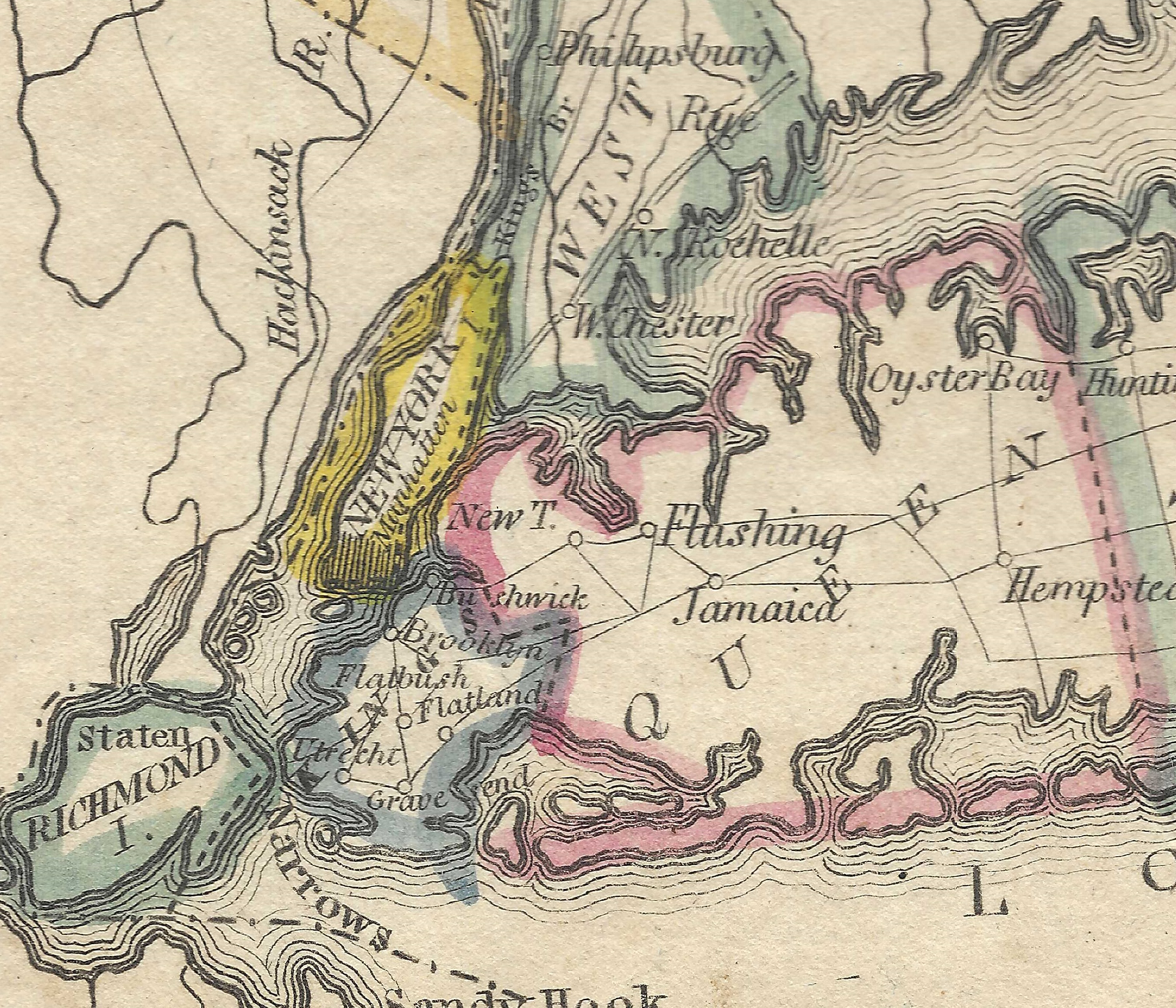
Sleepy Hollow ezen az 1814-es térképen Philipsburg néven jelenik meg

Frederick Philipse hozta létre továbbá a falu felső malmát (Upper Mills) és a szállítótelepét (mely az áruk lerakatára szolgált), amelyek ma a Philipse Manor House történelmi helyszínének képezik részét. Élete során hozzájárult a város régi holland templomának felépítéséhez és egyben finanszírozásához, melyet állítólagosan saját kezével épített fel.
Philipse 1702-es halálát követően kastélyát fia, Adolphus Philipse és unokája, II. Frederick Philipse örökölte meg, akik felosztották egymás között. Fia megkapta az Upper Mills-i (Felső Malom) ingatlant, amely Dobbs Ferrytől a Croton folyóig terjedt. Unokája, II. Frederick Philipse pedig megkapta a Fűrészmalom és a Hudson folyó találkozásánál fekvő Lower Mills-et (Alsó Malom). Fia, III. Frederick Philipse 1751-ben pedig a birtok harmadik ura lett.
1779-ben a lojalista III. Frederick Philipse-et hazaárulásért helyben letartóztatták. A birtokot elkobozták tőle, majd nyilvános árverésen eladták, így 287 vevő között felosztva azt. A legnagyobb földterület (mintegy 750 hektár) az Upper Mills-ben helyezkedett el; számos tulajdonoshoz került egészen 1951-ig, amikor is a Sleepy Hollow Restorations nonprofit szervezethez került. Ezt követően Ifj. John D. Rockefeller jótékonyságának köszönhetően mintegy 20 hektárnyi területet állítottak helyre, melyek ma történelmi helyszínként vannak nyilvántartva.
A falu történelmében fontos szerepe volt az 1790-es évek végének, amikor Washington Irving barátjával, James K. Pauldinggal együtt ellátogatott, ahol együtt fedezték fel a környéket. Ezt követően írta meg Washington Irving az Az Álmosvölgy legendája című alkotását.

## Elhelyezkedése
Az Egyesült Államok népszámlálási irodája szerint (United States Census Bureau) a falu teljes területe 13 km², amelyből 6,0 km² szárazföld és 7,3 km² (55,58%) víz.

## Demográfiai adatok
A 2010-es helyi népszámlálás allapján a falunka 9870 lakosa volt, 3181 háztartása és 2239 családja. A népsűrűség ebben az évben 1565,5 fő/km² volt. A település etnikai adatai az alábbiak voltak: 61,0%-a fehér, 6,2%-a afroamerikai, 0,8%-a indián, 3,3%-a ázsiai, <0,1%-a csendes-óceáni szigetek lakói, 23,5%-a más fajból és 5,2%-a kettő vagy több rasszból származott. A lakosság 51,0%-a bármely fajból származó spanyol vagy latin származásúnak vallotta magát, akik közül sok ecuadori, dominikai, chilei és Puerto Ricó-i volt. Ugyanakkor érdekességképpen Sleepy Hollow-ban az egyik legmagasabb az ecuadori amerikai lakosok aránya országos mértékben. A 2010-es népszámlálás adatai szerint ez az arány 17,5%.
Fenti felmérés alapján egy háztartás mediánjövedelme 54 201 USD, egy család mediánjövedelme pedig 63 889 USD volt a faluban. A férfiak mediánjövedelme 39 923 USD, míg a nőké 32 146 USD. Az egy főre jutó jövedelem a faluban ekkor 28 325 USD-t tett ki. A családok 5,7%-a és a lakosság 7,4%-a élt a szegénységi küszöb alatt, beleértve a 18 év alattiak 9,3%-át és a 65 év felettiek 7,9%-át.

## Nevezetességek

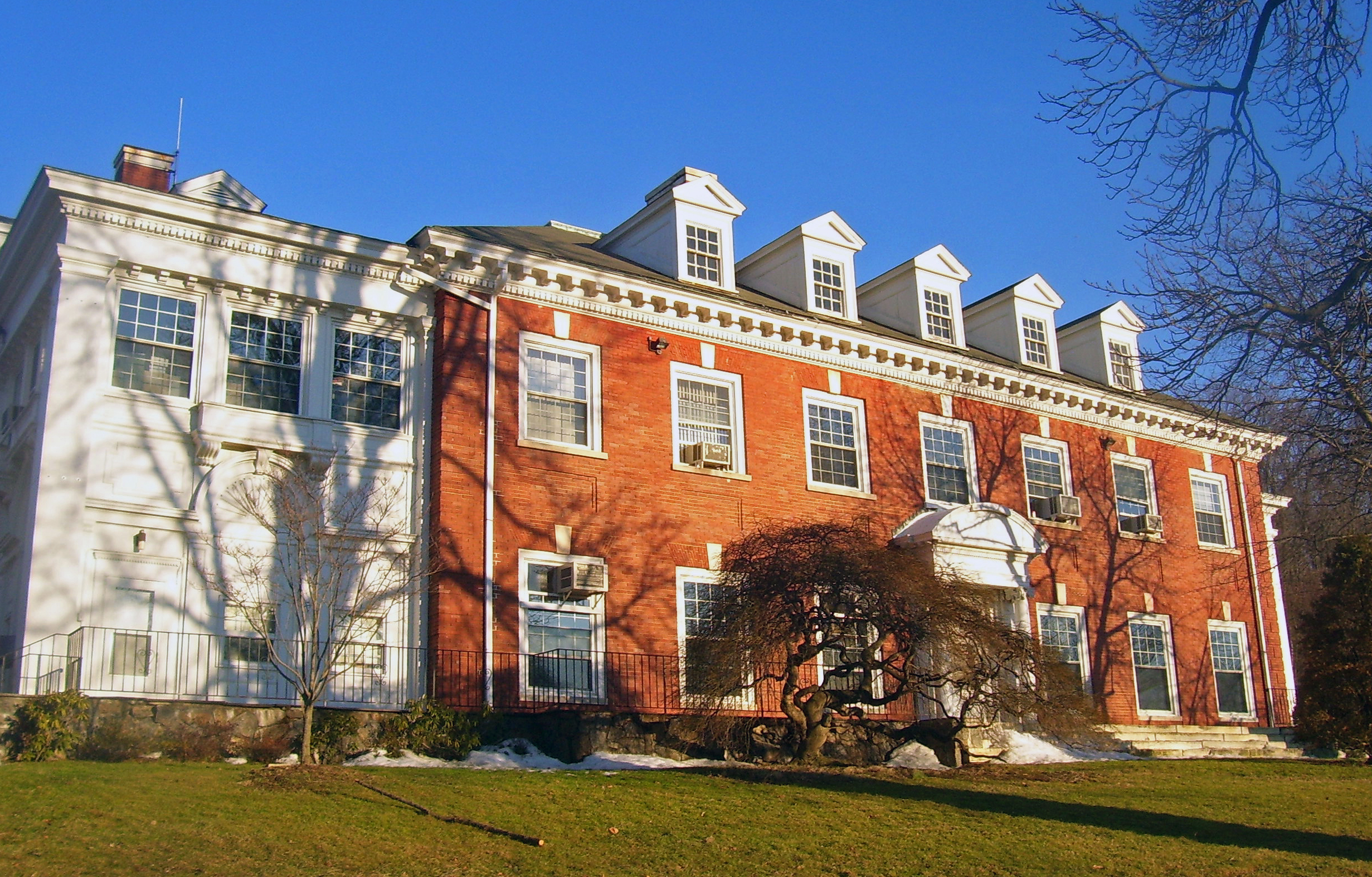
Edward Harden kúria

Az Edward Harden kúria, amely jelenleg a Tarrytowns-i Közoktatási Intézmények igazgatási épületeként szolgál, a Patriot's Park, a Philipse Manor vasútállomás, a Sleepy Hollow temető és a Tarrytown Light mind szerepelnek a Történelmi Helyek Nemzeti Jegyzékében. Az Old Dutch Church of Sleepy Hollow és a Philipsburg Manor House a nemzeti történelmi műemlékek listáján is helyet kaptak. Szintén említésre méltó a Kingsland Point Park (állítólag Kidd kapitány, Philipse egyik munkatársának szelleme kísért itt), a Philipse Manor Beach Club, a Sleepy Hollow Manor (a híres felfedező és politikus John C. Frémont egykori birtokán lévő lakónegyed, akinek ma is ott álló, korszerűsített háza a Hudson folyóra néz), a régi Croton-vízvezeték szakaszai és a Rockefeller State Park Preserve.

## A tömegkultúrában
Sleepy Hollow sok alkotás helyszínét képezi, beleértve filmeket, játékokat, irodalmat, mozifilmeket és televíziós produkciókat:

## Nevezetes emberek
- Wolfert Acker (1667-1753), gyarmati kori amerikai, aki Washington Irving Wolfert's Roost and Miscellanies (1855) című novelláskötetében szerepel.
- Guy Adami, hivatásos befektető, kereskedő és televíziós személyiség.
- Bob Akin (1936-2002), üzletember, újságíró, televíziós kommentátor és bajnok sportkocsiversenyző.
- Dave Anthony, stand-up komikus, író, színész és podcaster
- Fay Baker (1917-1987), színésznő és író.
- Kathleen Beller, színésznő
- David Bromberg, vonós hangszeres zenész, énekes és zenekarvezető.
- Ana Cabrera, televíziós újságíró
- Clarence Clough Buel (1850-1933), szerkesztő és író.
- Keith Hamilton Cobb, színész, aki leginkább a The Young and the Restless című sorozatból ismert.
- Abraham de Revier Sr. ( – ), korai amerikai történész és a Sleepy Hollow-i régi holland egyház vénje.
- Vincent Desiderio, realista festő
- Karen Finley, előadóművész
- John C. Frémont (1813-1890), katonatiszt, felfedező és politikus, aki a rabszolgaságellenes Republikánus Párt első jelöltje volt az Egyesült Államok elnöki tisztségéért.
- Margaret Hardenbroeck ( – ), kereskedő a gyarmati New Yorkban és Frederick Philipse, Philipse Manor urának felesége.
- Elsie Janis (1889-1956), énekesnő, dalszerző, színésznő és forgatókönyvíró.
- Mondaire Jones, a New York-i 17. kerület korábbi amerikai képviselője.
- Tom Keene (1896-1963), színész, aki leginkább King Vidor Our Daily Bread című filmklasszikusából és Ed Wood 9-es terv az űrből című filmjéből ismert.
- Ambrose Kingsland (1804-1878), gazdag kereskedő és New York polgármestere.
- Karl Knortz (1841-1918), német-amerikai író és az amerikai irodalom bajnoka.
- Leatherman ( – ), jellegzetes 19. századi északkelet-amerikai csavargó.
- Joseph L. Levesque, a Niagara Egyetem korábbi elnöke.
- Joan Lorring (1926-2014), Oscar-díjra jelölt színésznő és énekesnő.
- Ted Mack (1904-1976), rádiós és televíziós műsorvezető, aki leginkább a The Original Amateur Hour című műsorából ismert.
- Cyrus Margono, hivatásos labdarúgójátékos
- Ralph G. Martin (1920-2013), író és újságíró.
- Donald Moffat (1930-2018), brit színész.
- Frank Murphy (1876-1912), baseball-játékos a Major League Baseballban.
- Eric Paschall, NBA kosárlabdázó
- Frederick Philipse ( -1702), Philipseborough (Philipsburg) uradalmának ura.
- Nelson Rockefeller (1908-1979), üzletember, politikus, az Egyesült Államok 41. alelnöke
- Adam Savage, a MythBusters című televíziós műsor társ-műsorvezetője
- Gregg L. Semenza, Nobel-díjas orvos, kutató és professzor.
- Dirck Storm (1630-1716), a New York-i holland falvak életéről szóló Het Notite Boeck című művéről ismert korai amerikai gyarmatosító.
- Worcester Reed Warner (1846-1929), gépészmérnök, vállalkozó, menedzser, csillagász és filantróp.
- James Watson Webb tábornok (1802-1884), amerikai diplomata, újságkiadó és New York-i politikus.